# Žnidaršič
Žnidaršič je 67. najbolj pogost priimek v Sloveniji, ki ga je po podatkih Statističnega urada Republike Slovenije na dan 31. decembra 2007 uporabljalo 1.571 oseb, na dan 1. januarja 2011  pa 1.565 oseb ter je med vsemi priimki po pogostosti uporabe prav tako zavzemal 67. mesto.

## Znani nosilci priimka
- Alenka Žnidaršič Krajnc (*1959), pravnica in ekonomistka, finančnica
- Aljaž Žnidaršič, fotograf
- Asta Žnidaršič (1916—2006), pesnica in umetnostna zgodovinarka
- Benjamin Žnidaršič (*1959), slikar tetraplegik
- Bogumil Žnidaršič (1884—1925), strojni inženir-projektant jezov in železnic v Argentini
- Ciril Žnidaršič (1882—1938), gradbenik, hidrotehnik; projektant in univ. profesor
- Erika Žnidaršič, novinarka, TV voditeljica
- Franc Žnidaršič (*1940), zdravnik in politik
- Franci Žnidaršič (*1958), obramboslovec, državni sekretar
- Ivanka Šircelj Žnidaršič (*1945), jezikoslovka leksikologinja
- Ivica Žnidaršič (*1934), pedagoginja, humanitarna delavka (RKS), predsednica Društva izgnancev Slovenije
- Ivo Žnidaršič, arhitekt, gozdar
- Jakob Žnidaršič (1847—1903), publicist, šolnik
- Jana Žnidaršič, ekonomistka
- Janez Žnidaršič, glasbenik tubist
- Joco Žnidaršič (1938—2022), fotograf, fotoreporter, urednik
- Jonas Žnidaršič (*1962), igralec, TV voditelj, poslanec
- Jože Žnidaršič - Joe List (1890—?), snemalec, pripovednik in publicist (pisatelj), tehnični režiser, scenski fotograf
- Jože Žnidaršič-Bajčk (1925—2021), fotograf v Cerknici (tudi *1966)
- Jože Žnidaršič (*1937), novinar
- Lilijana Žnidaršič Golec (*1963), zgodovinarka, arhivistka
- Ludvik Žnidaršič (1908—1974), zdravnik rentgenolog
- Marička Žnidaršič (1914—1986), pesnica, publicistka, novinarka
- Marija Žnidaršič, zdravnica gerontologinja
- Martin Žnidaršič, informatik, strok. za IT-tehnologije, prof. UNI
- Matjaž Žnidaršič, fotograf in pevec
- Matjaž Žnidaršič, dr. strojništva: energija stavb
- Mirko Žnidaršič -"Zemljakov" (1913—199?), ljubiteljski slikar
- Nik Žnidaršič, dramaturg
- Pavel Žnidaršič, arhitekt, slikar
- Peter Žnidaršič, glasbenik, kajakaš
- Polona Žnidaršič Plazl, kemičarka
- Rok Žnidaršič (*1977), arhitekt, podžupan Ljubljane
- Silvester Žnidaršič, mojster zvoka
- Tadej Žnidaršič, fotograf
- Tone Žnidaršič (1923—2007), slikar, ilustrator, likovni pedagog
- Urška Žnidaršič, režiserka (TV, film)
- Vencelj Žnidaršič (1893—1979), lesarski strokovnjak, član organizacije TIGR in partizan
- Viktorija Žnidaršič Skubic (*1972), pravnica (civilno, družinsko in zdravstveno pravo), univ. profesorica